# Бенсон Бун
Бенсон Бун (англ. Benson Boone; нар. 25 червня 2002, Монро, Вашингтон, США) — американський співак, автор пісень і мультиінструменталіст. Він народився і виріс у Монро, штат Вашингтон.
Бун почав поширювати свою музику в TikTok у 2021 році, а потім пройшов прослуховування на шоу «American Idol». Він знявся з конкурсу, але продовжував набирати популярність у TikTok, зібравши 1,7 мільйона підписників. Його талант був відзначений фронтменом гурту «Imagine Dragons» Деном Рейнольдсом, який підписав Буна на свій лейбл звукозапису «Night Street Records». Дебютний сингл Буна «Ghost Town» вийшов у жовтні 2021 року та потрапив у чарти 13 країн. Після цього він випустив успішні сингли «In the Stars», а потім пісню «Beautiful Things» у 2024 році, остання стала його першою піснею, яка потрапила до першої п’ятірки американського Billboard Hot 100, а також стала світовим хітом.

## Біографія
Бенсон Бун виріс із чотирма сестрами в Монро, штат Вашингтон. Він відвідував середню школу Монро та брав участь у змаганнях у складі команди зі стрибків у воду. Він уперше проявив свій музичний талант, коли друг попросив його грати на фортепіано та співати на їхньому шкільному батлі гуртів у молодшому класі, хоча він не мав досвіду співу. Бун недовго навчався в Університеті Бригама Янга в Айдахо, перш ніж піти після першого семестру, щоб зосередитися на музичній кар'єрі.

## Кар'єра
Спочатку Бун почерпнув натхнення від відвідування концерту Жона Бельйона, після чого почав серйозно ставитися до музичної кар'єри. Він почав публікувати відео у TikTok зі своїм співом, а на початку 2021 року, за рекомендацією друга, пройшов прослуховування до 19 сезону «American Idol». Після потрапляння до Топ 24 Бун знявся з проекту, розглянувши можливість почати свою музичну кар'єру.
Бун перед релізом свого першого синглу почав ділитися фрагментами своєї авторської музики в TikTok, де він зібрав 1,7 мільйона підписників. Він привернув увагу фронтмена «Imagine Dragons» Дена Рейнольдса, який підписав Буна на свій лейбл «Night Street Records» у партнерстві з Warner Records. Про підписання було оголошено 15 жовтня 2021 року разом із випуском першого синглу Буна «Ghost Town». На записі Бун грав на барабанах, гітарі та фортепіано, а також створював обкладинку для синглу. Бун виконав пісню «Ghost Town», яка потрапила в чарти 13 країн, включаючи США — в Billboard Hot 100, на «Шоу Елен Дедженерес», «Шоу Келлі Кларксон» і «Late Night with Seth Meyers».
Бун випустив свій другий сингл «Room for 2» 18 лютого 2022 року.

## Дискографія

### Студійні альбоми
| Назва                    | Примітки                                                                                  |
| ------------------------ | ----------------------------------------------------------------------------------------- |
| Fireworks & Rollerblades | - Заплановано: 5 квітня 2024 - Формат: Цифрове завантаження - Лейбл: Night Street, Warner |

### Мініальбоми
| Назва                                                                           | Примітки                                                                                | Позиція в чартах | Позиція в чартах | Позиція в чартах | Позиція в чартах | Позиція в чартах |
| Назва                                                                           | Примітки                                                                                | BEL (FL)         | FIN              | FRA              | NOR              | SWE              |
| ------------------------------------------------------------------------------- | --------------------------------------------------------------------------------------- | ---------------- | ---------------- | ---------------- | ---------------- | ---------------- |
| Walk Me Home...                                                                 | - Випущений: 29 липня 2022 - Формат: Цифрове завантаження - Лейбл: Night Street         | 109              | 36               | 184              | 4                | 16               |
| Pulse                                                                           | - Випущений: 5 травня 2023 - Формат: Цифрове завантаження - Лейбл: Night Street, Warner | —                | —                | —                | —                | —                |
| "—" позначає пісні, які не були випущені в цій країні або не потрапили в чарти. |                                                                                         |                  |                  |                  |                  |                  |

### Сингли
| Назва                                                                           | Рік  | Позиція в чартах | Позиція в чартах | Позиція в чартах | Позиція в чартах | Позиція в чартах | Позиція в чартах | Позиція в чартах | Позиція в чартах | Позиція в чартах | Позиція в чартах | Сертифікації                                                                                              | Альбом                   |
| Назва                                                                           | Рік  | US               | AUS              | CAN              | FRA              | IRE              | NOR              | NZ               | SWE              | UK               | WW               | Сертифікації                                                                                              | Альбом                   |
| ------------------------------------------------------------------------------- | ---- | ---------------- | ---------------- | ---------------- | ---------------- | ---------------- | ---------------- | ---------------- | ---------------- | ---------------- | ---------------- | --- | ------------------------ |
| «Ghost Town»                                                                    | 2021 | 100              | 67               | 53               | 92               | 29               | 1                | 39               | 17               | 46               | 79               | - RIAA: золотий - BPI: срібний - IFPI NOR: платиновий - MC: платиновий - SNEP: золотий                    | Walk Me Home...          |
| "Room for 2"                                                                    | 2022 | —                | —                | —                | —                | —                | —                | —                | —                | —                | —                | | Walk Me Home...          |
| «In the Stars»                                                                  | 2022 | 82               | 34               | 30               | 59               | 10               | 4                | 15               | 8                | 21               | 48               | - RIAA: платиновий - BPI: золотий - IFPI NOR: золотий - MC: платиновий - RMNZ: золотий - SNEP: платиновий | Walk Me Home...          |
| "Better Alone"                                                                  | 2022 | —                | —                | —                | —                | —                | —                | —                | —                | —                | —                | | Walk Me Home...          |
| "Before You"                                                                    | 2022 | —                | —                | —                | —                | —                | 20               | —                | —                | —                | —                | | Сингл без альбому        |
| "Sugar Sweet"                                                                   | 2023 | —                | —                | —                | —                | —                | —                | —                | —                | —                | —                | | Pulse                    |
| "What Was"                                                                      | 2023 | —                | —                | —                | —                | —                | —                | —                | —                | —                | —                | | Pulse                    |
| "To Love Someone"                                                               | 2023 | —                | —                | —                | —                | —                | —                | —                | —                | —                | —                | | Сингл без альбому        |
| «Beautiful Things»                                                              | 2024 | 3                | 1                | 1                | 1                | 1                | 1                | 2                | 3                | 1                | 1                | - BPI: срібний - MC: платиновий - RMNZ: золотий - SNEP: золотий                                           | Fireworks & Rollerblades |
| "Slow It Down"                                                                  | 2024 | —                | —                | —                | —                | —                | —                | —                | —                | —                | —                | | Fireworks & Rollerblades |
| "—" позначає пісні, які не були випущені в цій країні або не потрапили в чарти. |      |                  |                  |                  |                  |                  |                  |                  |                  |                  |                  | |                          |

### Інші пісні в чартах
| Назва               | Рік  | Позиція в чартах | Позиція в чартах | Альбом          |
| Назва               | Рік  | NZ Hot           | SWE Heat.        | Альбом          |
| ------------------- | ---- | ---------------- | ---------------- | --------------- |
| "Nights Like These" | 2022 | 33               | 3                | Walk Me Home... |

## Тури
- Pulse Tour (2023)
- Fireworks & Rollerblades World Tour (2024)